# Ned Abraham
Ned S. Abraham (Egipto, 11 de noviembre de 1961 (63 años) es un profesor asociado de cirugía en la Facultad de Medicina, Universidad de Nueva Gales del Sur cirujano general & colorectal, un académico y reservista retirado del Ejército australiano. Ha expuesto en reuniones nacionales e internacionales en cuatro continentes y publicó artículos en general, colorectal y de cirugía académica. Ha sido citado en la literatura médica muchas veces. Continúa practicando y enseñando cirugía en Coffs Puerto, NSW, Australia.

## Primeros años
Nació como Nedeem Ibrahim en Alexandria, Egipto en 1961, en una familia conservadora de cuatro hijos. Vivió en Egipto entre sus segunda y tercera guerras con Israel. Ned vivió la guerra de los Seis Días en junio de 1967 cuando tenía cinco años y la Yom Kippur Guerra en octubre de 1973 con once la cual probablemente le causó desarrollar una pasión temprana por ayudar a la humanidad y un deseo intenso de devenir cirujano desde entonces. Fue excelente en sus años escolares y a los diecisiete fue aceptado a la Facultad de Medicina, Universidad de Alexandria en Egipto en 1979.

## Publicaciones e investigaciones
Abraham ha publicado más de cuarenta artículos y abstracts y más de treinta presentaciones en reuniones nacionales e internacionales en Australia, China, Singapur, Croacia y Estados Unidos. Sus trabajos publicados han sido citados en la literatura médica más de mil veces. Diseñó, condujo y publicó tres revisiones sistemáticas, dos controles de estudios de caso, controles quirúrgicos aleatorios, pruebas clínicas probables y estudios de cohortes.
Condujo y escribió una primera revisión sistemática publicada de razones para no ingresar pacientes elegibles a pruebas quirúrgicos aleatorias, el primer estudio probabilístico publicados, conducido en el Darwin Real Hospital, el primer estudio publicado comparativo probable de daños miocárdicos con reparación de aneurismas aórticos, el primer publicado meta-análisis de estudios comparativos de procedimientos quirúrgicos, la primera comparación directa publicada entre pruebas y un estudio de control histórico de procedimientos quirúrgicos, el primer publicado meta-análisis de resultados de corto plazo corto tras resección laparoscópica en cáncer colorrectal; y, la primera comparación directa publicada entre un meta-análisis de estudios de procedimientos quirúrgicos.
Fue entrevistado por ABC Radiofónico NSW y 2CS Radio tres veces, el The Sydney Morning Herald, La Revisión Financiera y por Canal Nacional 7 Noticioso cinco veces promoviendo salud local y nacional entre 2007 y 2013 y su correspondencia ha sido contabilizada en el NSW Parlamento en mayo de 2008

## Premios
Se le concedió el Premio a los mejores Artículos División de Cirugía en Hospital Príncipe Alfred en 1997, el Premio Trevor Taylor de la Administración de Comité de Especialista & de Personal, Darwin Real Hospital dos veces, en 1994 y en 1995, y el Premio Patron por el Comité Médico del Hospital Príncipe Alfred en 1995.

### Membresías
- Socio del Real Australasian Universidad de Cirujanos[1]
- Socio de la Universidad Real de Cirujanos de Inglaterra (septiembre de 2004)[2]
- Miembro del Colorectal Sociedad Quirúrgica de Nueva Zelanda & de Australia - CSSANZ
- Miembro de la Sección de Colon y Cirugía Rectal, RACS
- Miembro de Australia de Cirujanos Generales - GSA
- Miembro del NSW & ACTÚA Tablero de Subcomisión Regional en general Cirugía
- Supervisor de Formación Quirúrgica Adelantada & Básica (Retirado)
- Miembro de Grupo de Oncología (Colorrectal) del NSW Instituto de Cáncer

## Vida personal
El profesor Ned tiene dos hijos: David Marcus (1996) y Daniel Jonathan (1998).

## Algunas publicaciones
- Ned Abraham. El Critically Hirió Paciente ®: Un protocolo para la administración de severamente hirió pacientes en el Un&E Departamento del Mersey División del Hospital Regional Del oeste Del norte, Tasmania, 1993 y una revisión de critically hirió los pacientes vistos en el Departamento de Emergencia de aquel hospital en el Veinticuatro periodo de mes entre julio de 1991 y junio de 1993.
- «Appendectomy protects against the development of ulcerative colitis but does not affect its course». The American Journal of Gastroenterology 97 (11): 2834-8. 2002. PMID 12425556. doi:10.1111/j.1572-0241.2002.07049.x. «Appendectomy protects against the development of ulcerative colitis but does not affect its course». The American Journal of Gastroenterology 97 (11): 2834-8. 2002. PMID 12425556. doi:10.1111/j.1572-0241.2002.07049.x.
- «Is smoking an indirect risk factor for the development of ulcerative colitis? An age- and sex-matched case-control study». Journal of Gastroenterology and Hepatology 18 (2): 139-46. 2003. PMID 12542596. doi:10.1046/j.1440-1746.2003.02953.x. «Is smoking an indirect risk factor for the development of ulcerative colitis? An age- and sex-matched case-control study». Journal of Gastroenterology and Hepatology 18 (2): 139-46. 2003. PMID 12542596. doi:10.1046/j.1440-1746.2003.02953.x.
- Ho-Shon K. Waugh R. Abraham N. Solomon M. Angiographic Intervención en la Diagnosis y Tratamiento de Agudo Inestable más Bajo GI Haemorrhage - Un Estudio Retrospectivo. Australasian Radiología. 47(2):Un7-9, junio de 2003.
- «Acute diverticular phlegmon in colonic neovagina». ANZ Journal of Surgery 74 (9): 809-10. 2004. PMID 15379823. doi:10.1111/j.1445-1433.2004.03159.x. «Acute diverticular phlegmon in colonic neovagina». ANZ Journal of Surgery 74 (9): 809-10. 2004. PMID 15379823. doi:10.1111/j.1445-1433.2004.03159.x.
- Abstracto: Los Resultados de Plazo Cortos de laparoscopic colectomy para colorectal cáncer; un metaanálisis. Abraham N.S. ANZ Revista de Cirugía, junio de 2004
- «Meta-analysis of short-term outcomes after laparoscopic resection for colorectal cancer». The British Journal of Surgery 91 (9): 1111-24. 2004. PMID 15449261. doi:10.1002/bjs.4640. «Meta-analysis of short-term outcomes after laparoscopic resection for colorectal cancer». The British Journal of Surgery 91 (9): 1111-24. 2004. PMID 15449261. doi:10.1002/bjs.4640.
- «A prospective study of subclinical myocardial damage in endovascular versus open repair of infrarenal abdominal aortic aneurysms». Journal of Vascular Surgery 41 (3): 377-80; discussion 380-1. 2005. PMID 15838465. doi:10.1016/j.jvs.2004.11.038. «A prospective study of subclinical myocardial damage in endovascular versus open repair of infrarenal abdominal aortic aneurysms». Journal of Vascular Surgery 41 (3): 377-80; discussion 380-1. 2005. PMID 15838465. doi:10.1016/j.jvs.2004.11.038.
- «A systematic review of reasons for nonentry of eligible patients into surgical randomized controlled trials». Surgery 139 (4): 469-83. 2006. PMID 16627056. doi:10.1016/j.surg.2005.08.014. «A systematic review of reasons for nonentry of eligible patients into surgical randomized controlled trials». Surgery 139 (4): 469-83. 2006. PMID 16627056. doi:10.1016/j.surg.2005.08.014.
- Abraham N.S. Hewett P. Young J.M. Solomon M.J. No-entrada de pacientes elegibles al Australasian Laparoscopic Estudio de Cáncer del Colon. ANZ Revista de Cirugía. 76(9):825-829, 2006.
- «How does an historic control study of a surgical procedure compare with the 'gold standard'?». Diseases of the Colon and Rectum 49 (8): 1141-8. 2006. PMID 16841269. doi:10.1007/s10350-006-0614-2. «How does an historic control study of a surgical procedure compare with the 'gold standard'?». Diseases of the Colon and Rectum 49 (8): 1141-8. 2006. PMID 16841269. doi:10.1007/s10350-006-0614-2.
- «Meta-analysis of non-randomized comparative studies of the short-term outcomes of laparoscopic resection for colorectal cancer». ANZ Journal of Surgery 77 (7): 508-16. 2007. PMID 17610681. doi:10.1111/j.1445-2197.2007.04141.x. «Meta-analysis of non-randomized comparative studies of the short-term outcomes of laparoscopic resection for colorectal cancer». ANZ Journal of Surgery 77 (7): 508-16. 2007. PMID 17610681. doi:10.1111/j.1445-2197.2007.04141.x.
- Abraham N.S. Tesis para el Grado de Doctor de Filosofía (PhD) en Cirugía, Facultad de Medicina de La Universidad de Sídney: “Una valoración metodológica de no-randomised estudios comparativos como un alternativos al difíciles-a-conducir randomised pruebas de control de los procedimientos quirúrgicos que utilizan el ejemplo de laparoscopic colorectal cirugía” 2008.
- «Meta-analysis of well-designed nonrandomized comparative studies of surgical procedures is as good as randomized controlled trials». Journal of Clinical Epidemiology 63 (3): 238-45. 2010. PMID 19716267. doi:10.1016/j.jclinepi.2009.04.005. «Meta-analysis of well-designed nonrandomized comparative studies of surgical procedures is as good as randomized controlled trials». Journal of Clinical Epidemiology 63 (3): 238-45. 2010. PMID 19716267. doi:10.1016/j.jclinepi.2009.04.005.
- Artículo "resultados de Cinco años muestran keyhole cirugía de cáncer del intestino es Salud segura y" eficaz y envejeciendo Universidad noticiosa de Leeds el artículo En línea publicó 4 de noviembre de 2010 http://www.leeds.ac.uk/news/article/1196/five-year_results_show_keyhole_bowel_cancer_surgery_is_safe_and_effective
- «Enhanced recovery after surgery programs hasten recovery after colorectal resections». World Journal of Gastrointestinal Surgery 3 (1): 1-6. 2011. PMC 3030737. PMID 21286218. doi:10.4240/wjgs.v3.i1.1. «Enhanced recovery after surgery programs hasten recovery after colorectal resections». World Journal of Gastrointestinal Surgery 3 (1): 1-6. 2011. PMC 3030737. PMID 21286218. doi:10.4240/wjgs.v3.i1.1.
- Ned Abraham:  realmente necesitamos randomized pruebas para evaluar colorectal cáncer procedimientos quirúrgicos? Cartel abs#254 Tripartite Colorectal Reunión 2011, Mojones, Queensland, Australia, 3@–7 de julio
- Ned Abraham Peri-Cuidado Operativo en Colorectal Cirugía en el Veinte- Primer Siglo, Capítulo de Libro   http://cdn.intechopen.com/pdfs/28755/intech-peri_operative_care_in_colorectal_surgery_in_the_twenty_first_century.pdf